# 信州 (遼朝)
信州，辽朝设置的州。
信州，彰信军，一作彰圣军，节度州，兵事属黄龙府都部署司，契丹天復三年（903年）九月，耶律阿保机复攻下河东、怀远等军，怀远，以渤海国怀远府得名。开泰初年设置信州，治在武昌县，今吉林省公主岭市西北，下辖武昌县、定武县。金朝信州领武昌县。元朝初年，废除。

## 行政区划
| 信州管轄县变迁 | 信州管轄县变迁 |
| 遼朝 2县       | 金朝 1县       |
| -------------- | -------------- |
| 武昌县         |                |
| 定武县         | -              |